# Österrike i olympiska sommarspelen 1904
Österrike deltog med två deltagare vid de olympiska sommarspelen 1904 i Saint Louis. Totalt vann de en medalj och slutade på tionde plats i medaljligan.

## Medaljer

### Brons
- Otto Wahle - Simning, 440 yard frisim